# Alena Macková
Alena Macková (* 18. března 1963 Liberec) je česká právnička zabývající se zejména občanským právem procesním. Působí na katedře občanského práva Právnické fakulty Univerzity Karlovy. Je členkou Světové asociace procesního práva. Je členkou Rady Justiční akademie Ministerstva spravedlnosti, členkou komise pro rekodifikaci procesního práva, členkou zkušební komise ČAK pro obor občanského práva. 
Je historicky první ombudsmankou nově zřízené Kanceláře ombudsmana České asociace pojišťoven.

## Profesní kariéra
Po maturitě na gymnáziu ukončila úspěšně v roce 1985 studia na Právnické fakultě Univerzity Karlovy v Praze (diplomovou práci na téma Závěť vedl jako konzultant spoluautor nové Ústavy ČR a soudce Ústavního soudu Vojtěch Cepl). Habilitovala se v oboru občanské právo. V roce 2020 byla prezidentem republiky jmenována profesorkou pro obor občanské právo.
Je garantkou výuky civilního práva procesního na PF UK. Přednáší zahraničním studentům v programech Erasmus + a LL.M. Celou svou profesní dráhu zasvětila výzkumu efektivity soudní ochrany práv, postavení soudců, notářů, advokátů a alternativnímu řešení sporů (mediace, arbitráž atd.). V únoru 2025 byla jmenována členkou Legislativní rady vlády.
Absolvovala řadu zahraničních studijních pobytů a stáží na zahraničních univerzitách (mj. v Heidelbergu, ve Vídni, v Mnichově, v Regensburgu, Linci, Leuvenu) a stáž u Soudního dvora EU v Lucemburku.

## Dílo
Její kniha Nezávislost soudců (která vyšla v několika vydáních) získala v roce 1996 Cenu rektora Univerzity Karlovy a Nadace za demokratický právní stát. Podílí se na celosvětovém projektu International Encyclopaedia of Laws (IEL) nakladatelství Wolters Kluwer. V roce 2001 vydalo nakladatelství C. H. Beck její knihu Právní pomoc advokátů a její dostupnost, která byla inspirací pro řešení zajištění odborné právní pomoci nemajetným v ČR.
Macková je autorkou či spoluautorkou mnoha vysokoškolských právnických učebnic, monografií a komentářů, mj. (s A. Winterovou a kol.) učebnice Civilní právo procesní.